# Carole Monnet
Carole Monnet (* 1. Dezember 2001) ist eine französische Tennisspielerin.

## Karriere
Monnet begann mit acht Jahren das Tennisspielen und bevorzugt Sandplätze. Sie spielt vorwiegend auf Turnieren der ITF Women’s World Tennis Tour, bei denen sie bislang acht Titel im Einzel und drei im Doppel gewinnen konnte.
Vom französischen Tennisverband erhielt sie eine Wildcard zur Teilnahme an der Qualifikation für die French Open 2020. Mit einem Sieg über Whitney Osuigwe erreichte sie die zweite Qualifikationsrunde, in der sie gegen Giulia Gatto-Monticone knapp in drei Sätzen scheiterte.

## Turniersiege

### Einzel
| Nr. | Datum             | Turnier       | Kategorie | Belag     | Finalgegnerin      | Ergebnis         |
| --- | ----------------- | ------------- | --------- | --------- | ------------------ | ---------------- |
| 1.  | 17. November 2019 | Monastir      | ITF W15   | Hartplatz | Andreea Prisăcariu | 6:2, 3:1 Aufgabe |
| 2.  | 24. November 2019 | Monastir      | ITF W15   | Hartplatz | Clara Burel        | 6:2, 6:0         |
| 3.  | 1. Dezember 2019  | Monastir      | ITF W15   | Hartplatz | Marija Tkatschowa  | 7:5, 6:2         |
| 4.  | 23. Februar 2020  | Monastir      | ITF W15   | Hartplatz | Valentina Ryser    | 4:6, 6:1, 6:2    |
| 5.  | 29. November 2020 | Monastir      | ITF W15   | Hartplatz | Julija Hatouka     | 2:6, 6:1, 7:5    |
| 6.  | 20. Dezember 2020 | Monastir      | ITF W15   | Hartplatz | Julija Hatouka     | 5:7, 7:5, 6:3    |
| 7.  | 2. Oktober 2022   | Lissabon      | ITF W25   | Sand      | Joanne Züger       | 1:6, 6:3, 6:2    |
| 8.  | 19. Februar 2023  | Santo Domingo | ITF W25   | Hartplatz | Darja Semeņistaja  | 7:5, 3:6, 6:1    |

### Doppel
| Nr. | Datum              | Turnier  | Kategorie      | Belag     | Partnerin         | Finalgegnerinnen                   | Ergebnis         |
| --- | ------------------ | -------- | -------------- | --------- | ----------------- | ---------------------------------- | ---------------- |
| 1.  | 23. November 2019  | Monastir | ITF W15        | Hartplatz | Tamara Čurović    | Manon Arcangioli Alice Robbe       | 6:3, 6:4         |
| 2.  | 31. Oktober 2020   | Monastir | ITF W15        | Hartplatz | Dia Ewtimowa      | Weronika Falkowska Hanna Kubarawa  | 6:3, 2:6, [10:5] |
| 3.  | 14. September 2024 | Bukarest | WTA Challenger | Sand      | Darja Semeņistaja | Aliona Bolsova Katarzyna Kawa      | 1:6, 6:2, [10:7] |
| 4.  | 17. Mai 2025       | Trnava   | ITF W75        | Sand      | Estelle Cascino   | Arianne Hartono Prarthana Thombare | 6:2, 6:2         |